# پیتر باینارت
پیتر باینارت (انگلیسی: Peter Beinart؛ زادهٔ ۱۹۷۱) روزنامه‌نگار، استاد دانشگاه، وبلاگ‌نویس،  ستون‌نویس، روزنامه‌نگار و صاحب‌نظر سیاسی لیبرال اهل ایالات متحده آمریکا است.
او که از دبیران سابق نیو ریپابلیک است، برای تایم, نیویورک تایمز, The New York Review of Books و دیگر نشریات نوشته، و نویسنده سه کتاب است. او دانشیار روزنامه‎نگاری و علوم سیاسی در دانشگاه شهری نیویورک است. او ستون‌نویس ارشد هاآرتص است که دیدگاه‌هایش در خصوص اسرائیل مجادله برمی‌انگیزد. او همچنین در The Atlantic و نشنال ژورنال و برنامه‌های سی‌ان‌ان حضور می‌یابد.